# Hontoria de Cerrato
Hontoria de Cerrato ist ein nordspanisches Dorf und eine Gemeinde (municipio) mit 106 Einwohnern (Stand: 2024) in der Provinz Palencia in der Autonomen Gemeinschaft Kastilien-León.

## Lage und Klima
Hontoria de Cerrato liegt in der Region Tierra de Campos auf der kastilischen Hochebene in einer Höhe von ca. 755 m. Die Provinzhauptstadt Palencia befindet sich mit ihrem Stadtzentrum etwa 13 Kilometer (Fahrtstrecke) nordnordwestlich. Der Río Pisuerga begrenzt die Gemeinde im Nordwesten.
Das Klima im Winter ist durchaus kalt, im Sommer dagegen warm bis heiß; die eher spärlichen Regenfälle (ca. 491 mm/Jahr) fallen überwiegend im Winterhalbjahr.

## Bevölkerungsentwicklung
| Jahr      | 1970 | 1981 | 1991 | 2001 | 2011 | 2021 |
| Einwohner | 220  | 162  | 134  | 115  | 111  | 102  |

## Sehenswürdigkeiten

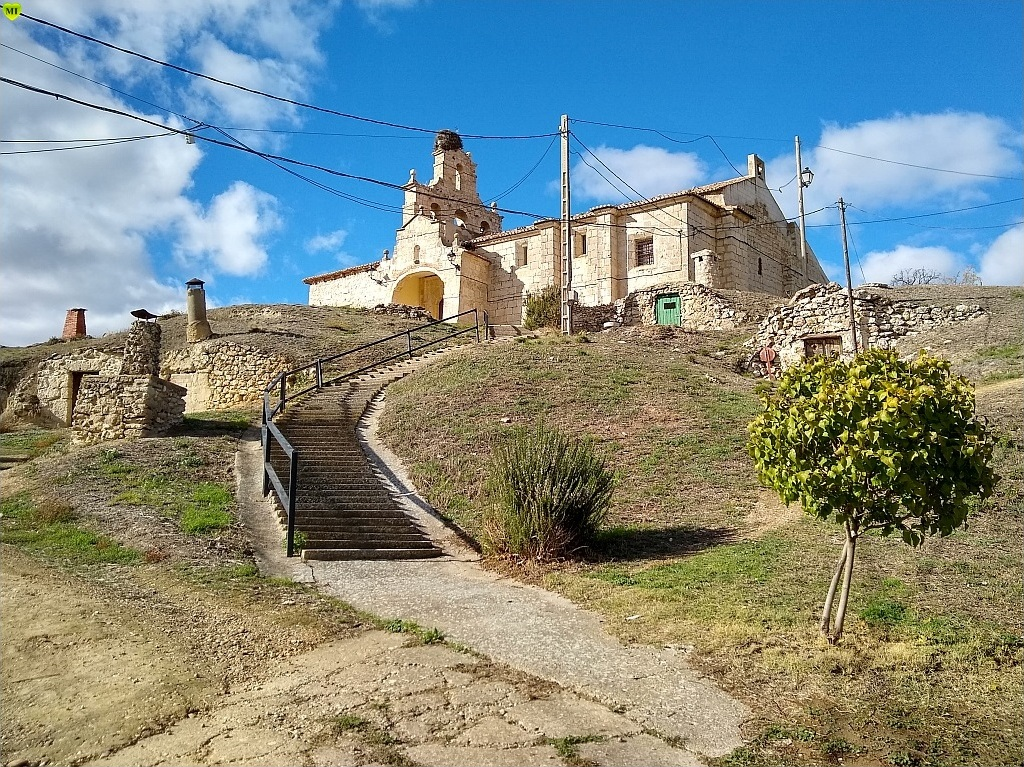
Michaeliskirche

- Michaeliskirche